# Axinella perlucida
Axinella perlucida är en svampdjursart som beskrevs av Topsent 1896. Axinella perlucida ingår i släktet Axinella och familjen Axinellidae. Inga underarter finns listade i Catalogue of Life.